# Maros mozi
A Maros mozi egy bezárt, majd újranyitott mozi Budapest XVII. kerületében, Rákosligeten a Hősök tere és a IX. utca sarkán. Épülete az egykor önálló Rákosliget községháza is volt egyben 1914-től annak 1950. január 1-jei Budapesthez csatolásáig.

## Története
Az egykori községháza (IX. utca 3.) eredetileg szállodának épült 1911-ben szecessziós stílusban. Az építtető-tulajdonos Czleidler Lipót a hotelhez kapcsoltan egy kávéházat is kialakíttatott a földszinten, ahol kezdetben alkalmi jelleggel filmeket is vetített. Ezek rövid időn belül rendszeressé váltak és a hely felvette az Elite Mozgó nevet.
A gyorsan fejlődő Rákosliget 1907-ben önálló településsé vált, a helyi önkormányzat pedig 1914-ben megvásárolta az épületet, hogy azt községházává alakíthassa át. Az irodákat végül az emeleten alakították ki, a földszinti mozit és kávéházat pedig meghagyták és tovább üzemeltették.

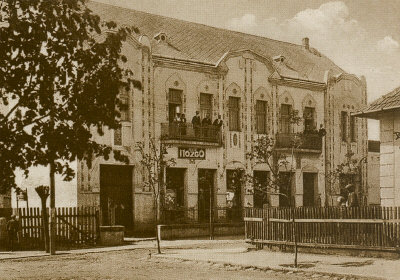
Valószínűleg az első világháború idején készült képeslap Rákosligetről a mozi épületével, rajta a mozit hirdető „Mozgó” feliratú tábla

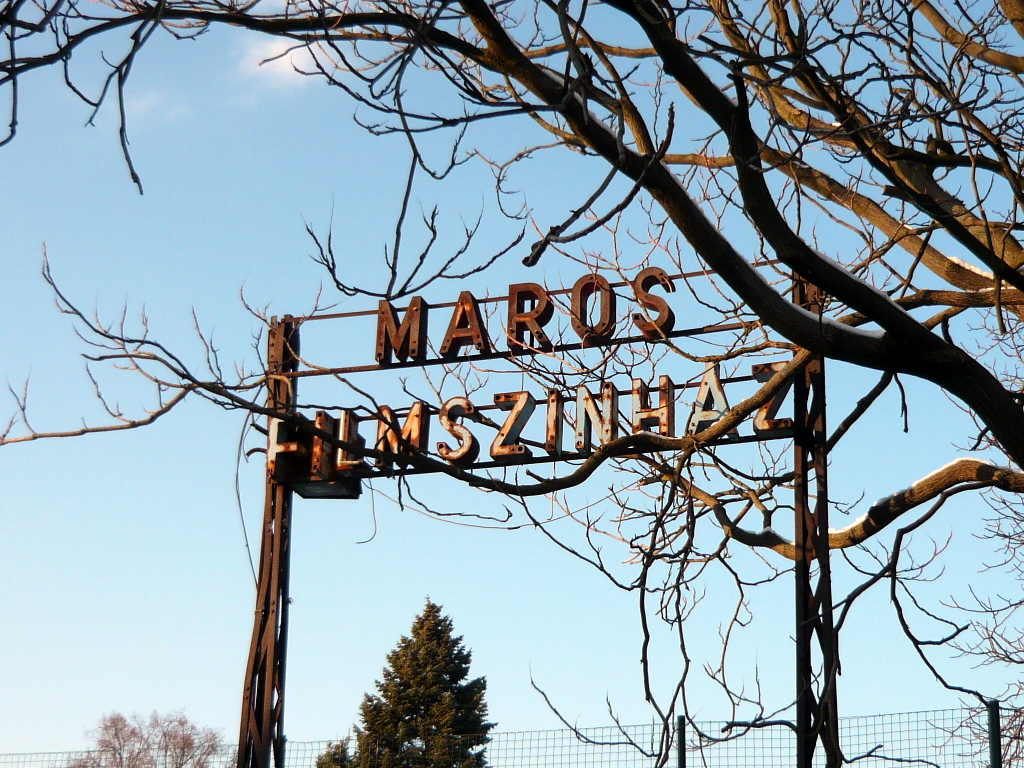
A "Maros Filmszínház" neonreklám a Ferihegyi út és IX. utca sarkán

Az első világháború utáni általános gazdasági recesszió többek közt a mozi és a kávéház hanyatlásához is vezetett, az 1920-as években fokozatosan ritkultak a vetítések, s csak 1931-ben indultak újra rendszeresen. Ekkor egy időben az Apolló nevet viselte, majd 1948-as államosítását követően Szabadság mozi lett.
1950. január 1-jén Rákosligetet több más környező településsel együtt Budapesthez csatolták, azon belül is az újonnan kialakított XVII. kerülethez. Az emeleti rész funkcióját vesztve (mivel a kerületközpontot Rákoskeresztúron alakították ki) díjbeszedő irodák illetve szükséglakások lettek.
Az idők múlásával az épületet többször átépítették kívül is, belül is, melynek eredményeképp elvesztette szecessziós jellegét, miközben egyúttal fokozatosan kiürült. Az irodák átköltöztek Rákoskeresztúrra az önkormányzat központjába, míg a mozi a Maros mozi nevet vette fel és elfoglalta az egész földszinti részt. Az emelet már üres és elhagyatott volt, mikor 1992 elején a mozit is bezárták, amivel az egész épület üressé vált. A mozit jelző (az 1990-es évek elején történt bezárás óta kikapcsolt) neonreklám máig fennmaradt a IX. utca és a Ferihegyi út sarkán.
Az elhagyatottá vált épület gyorsan romlásnak indult, a lezárt ajtókat feltörték és többször is kirabolták, majd hajléktalanok vették birtokba. Az egyik betörés során a falakból kitépett drótokról az egyik emeleti szobában próbálták leégetni a szigetelést, minek következményeként a tapéta lángra kapott és a szoba teljesen kiégett, valamint egyéb szerkezeti károk is keletkeztek, részben az oltás miatt is. A rendszerváltással kerületi önkormányzati tulajdonba került épület tizenhét évig állt őrizetlenül és gondozatlanul, igaz hasznosítására több terv is született. Az egyik ilyen művészmozivá alakította volna, a megvalósulás előtt azonban egy panelházban bekövetkezett gázrobbanás költségei elvitték a már elkülönített forrásokat és vele a terveket is.
2009 októberében aztán a Rákosligeti Polgári Kör és a Művészek Alkotó Társasága (MAT XVII.) felhívására többnyire helyi önkéntesek kitakarították a mozit. Az épületet ezután fokozatosan, némi önkormányzati támogatással szobáról szobára rendbe hozták, felújították. Ünnepélyes újranyitása 2010. március 27-én volt, amit egy rövidfilmes fesztivállal ünnepeltek meg. Másnap betörtek és a berendezett mozi- (és részben hely)történeti kiállítás néhány bemutatott tárgyát ellopták. 
A moziterem egy ideig galériaként és rendezvényhelyszínként funkcionált, az emeleten szobrászok, kézművesek és más (ipar)művészek kaptak helyet, a földszinten pedig az épületben és kertjében talált tárgyakból rendeztek állandó kiállítást, 2009-től 2012 januárjáig a MAT XVII. üzemeltette, azóta pedig a Rákosligeti Polgári Kör. 
2014 óta ismét vannak rendszeres vetítések a moziban.